# 高梨みつば
高梨 みつば（たかなし みつば、1975年5月27日 - ）は、日本の漫画家。血液型はA型。島根県出身。
1992年、17歳の時に『別冊マーガレット』（集英社）にて『もう恋なんてしない』でデビューした。代表作は『悪魔で候』。2018年10月より『Cocohana』（同）で『乙女椿は笑わない』を連載中。2023年5月、高梨に乳がんが発覚し、治療に専念するため、同作を休載することを発表したが、同年11月に連載を再開。
白い猫の「チロちゃん」を飼っている。好きな食べ物はそうめんで、嫌いな食べ物は納豆。

## 作品リスト
特記のないものは『マーガレットコミックス』（集英社）からの刊行、文庫は『集英社文庫』からの刊行。
- 天使のポケット（1997年5月1日発売）
  - 天使のポケット
  - アバンギャルドな君たちへ
  - 吾輩に愛在りき
  - 9時爆弾
- おひさまの花（1998年6月1日発売）
  - おひさまの花
  - 煩悩セブンティーン
  - スイートホーム
  - スターダスト・フラワー
  - 中原ベイビーズ
- 微香ルート（1999年3月1日発売）
  - 微香ルート
  - ロマンチストベイビー
  - 友ゴコロ 恋ゴコロ
  - ラブバトル!!
- 悪魔で候（『別冊マーガレット』1998年 - 2002年、全11巻、文庫版全7巻）
- 紅色HERO（『別冊マーガレット』2002年 - 2011年、全20巻）
- クジャクの教室（『別冊マーガレット』2012年3月号 - 2013年2月号、全3巻）
- 刹那の青二才（『Cookie』2013年7月号 - 2014年9月号、2014年9月25日発売、ISBN 978-4-08-845273-9）
- スミカスミレ（『Cocohana』2013年10月号 - 2018年5月号、全11巻）
- 乙女椿は笑わない（『Cocohana』2018年12月号[3] - 連載中、既刊12巻）